# Megacrania spina
Megacrania spina är en insektsart som beskrevs av Hsiung 2007. Megacrania spina ingår i släktet Megacrania och familjen Phasmatidae. Inga underarter finns listade i Catalogue of Life.